# 滑稽清水
『滑稽清水』（こっけいきよみず）は上方落語の演目。別題『杢の市』（もくのいち）、『壺坂』（しんつぼさか）。江戸落語（東京）では4代目橘家圓蔵（「品川の圓蔵」）が『信心』（しんじん）の演題で演じた。
妻が弟子の座頭と不倫関係になっていることを知った検校が、寺に視力が戻るように願掛けをする。気付いた妻と座頭はその妨害を図るが、結局満願成就するという内容。初代桂文治作とされる。宇井無愁は原話として寛政5年（1793年）の『かたいはなし」所収「座頭」（妻に間男と駆け落ちされた検校が願掛けで視力を得て、視角障害者の振りをして二人を捜し回り、偶然見つけた妻を「今の女はいい女だ」とつぶやく内容）を挙げ、さらに「狂言『猿替勾当』がヒントらしい」とする。また前田勇は『皇都午睡』二巻上に梗概が記されているとする。

## あらすじ
按摩の杢の市は、友人の徳さんからお前の女房のおとわが馬之助と間男しているでと告げられる。「徳さん、嬲らんといて。うちの、おとわがそんなこと・・・それに馬とは無二の親友でっせ」と初め半信半疑であった杢の市だったが、徳さんが去った後、いろいろ考えているうちに「そういえば、うちのやつ風呂行く言うとったがえらい遅いなあ。・・・ほたら、ほんまに徳さんの言うように、・・・」と疑心暗鬼になってくる。
最近のおとわの言動も気になる。やはり間男してるのか。疑惑は深まるばかりである。「くやしいなあ・・・俺の目が見えたら。」と思っているところに、おとわが帰ってくる。「えらい遅なってすんまへん。ちょっと横町の婆さんに捕まって話しこんでたもんやさかい。」だが、杢の市はそんな言い訳も信じられなくなった。「ええから羽織貸せ。」「ちょっとどこ行くん。」「ええから早よ出せ！」
杢の市はその足で清水寺の千手観音に参詣し、目が開きますようにと願掛けを始める。あわてたのはおとわと間男の馬之助である。「こら、あかん。あいつの目が開いたらえらいことや。」「あんた、どないするん。」「わしらもお参りに行こ。」と、これまた二人清水寺に連れだって「どうか、杢の市の目が開きませんように」と願掛けをすることに。
そうこうするうちに満願の日、一心不乱に拝む杢の市「何とぞ観音様、わたしの目が開きますように・・・・あっ！見える！目開いたがな！ああ・・観音様、有難うございます。」うれしさにむせびながら、ふと周りを見ると後ろの方で、おとわと馬之助が肩を並べて拝む姿が目に入る。
「ああ、他所の夫婦は仲がええなあ。」

## バリエーション
宇井無愁『落語の根多 笑辞典』掲載のあらすじでは願掛けをするのは天王寺の庚申堂で、『皇都午睡』二巻上掲載の梗概でも同様である。
『新壺坂』の題で演じられる場合は、登場人物を「お里」と「沢市」とする。